# Мокра (Рибницький район)
Мокра (рос. Мокра; рум. Mocra) — село в Рибницькому районі в Молдові (Придністров'ї).
Згідно з переписом населення 2004 року у селі проживало 36,8 % українців.

## Відомі люди
- Антосяк Федір Кононович (1873—1962) — керівник революційних подій 1905 року в Молдавії.
- Еуджен Доґа (1937—2025) — молдовський композитор